# Feu de Cassidaigne
Le feu de la Cassidaigne est une tourelle en mer, situé sur la commune de Cassis, dans le département des Bouches-du-Rhône.

## Description
Cet édifice, en pierre, est une tourelle construite en 1859 à 7,5 kilomètres (4 milles) au large des côtes de Cassis. Il doit son nom à la fosse de Cassidaigne. Bâti sur un haut-fond, l'écueil de la Cassidaigne, au large du Cap Canaille, il mesure 23 mètres de hauteur. 
La tour est surmontée d'une marque de navigation indiquant un danger isolé. Elle est signalée d'un feu à 2 éclats blancs toutes les 6 secondes, de 7 milles de portée. Elle a fait l'objet de réparations dans le deuxième quart du XXe siècle.
Dans les alentours, les fonds sous-marins sont exceptionnels et offrent de belles explorations en plongée sous-marine.